# Колдаков, Анатолий Александрович
Анато́лий Алекса́ндрович Колдако́в (24 мая 1937, Тамань, Азово-Черноморский край, СССР — 16 сентября 1993, Одесса) — советский футболист и тренер.
Защищал цвета одесского «Черноморца», один из главных творцов восхождения одесситов в высшую лигу чемпионата СССР в 1964 году.
После завершения игровой карьеры работал тренером измаильского «Дунайца», одесского «Черноморца» и команды «Восстание» (колхоз им. Татарбунарского восстания), которую неоднократно приводил к победе в чемпионате и Кубке Одесской области. Везде был играющим тренером.
Возглавлял облсовет ДСО «Спартак», работал инструктором физкультуры на судах ЧМП, директором ДЮСШ «Локомотив» (Одесса).
Последним делом жизни Колдакова стало создание в Одессе профессиональной мини-футбольной команды «Одесса-Норд», до официального дебюта которой не дожил всего неделю.
В память о Колдакове в Одессе проводят футбольные и мини-футбольные турниры ветеранов.
Включён в список лучших футболистов Одессы XX столетия.

## Достижения
- Чемпион УССР: 1961.
- Вице-чемпион УССР: 1962.
- В списках лучших футболистов УССР[укр.]:УССР  1964 .— № 3